# Чероки (окръг, Северна Каролина)
Вижте пояснителната страница за други значения на Чероки.
Окръг Чероки (на английски: Cherokee County) е окръг в щата Северна Каролина, Съединени американски щати. Площта му е 1210 km², а населението – 27 905 души (2016). Административен център е град Мърфи.